# Rick Jackson
Richard Kadeem « Rick » Jackson, né le 26 mai 1989 à Philadelphie, en Pennsylvanie, est un joueur américain de basket-ball. Il évolue au poste d'ailier fort.